# エッグシュトック
エッグシュトック（Eggstock）とは、ユーラシア大陸の西部のアルプス山脈の西部を構成する山の1つである。

## 概要
ヨーロッパのアルプス山脈の西部の一部にウルナー・アルプス山脈と呼ばれる部分があり、エッグシュトックは、そのウルナー・アルプス山脈を構成する山の1つである。この山の山頂の標高は文献によって違いが見られるものの、だいたい3550mから3600m程度とされている

。
エッグシュトックは、おおよそ北緯46度39分、東経8度25分付近に位置しており

、この場所はスイスに属している

。
なお、この山は同国のウーリ州とヴァリス州とベルン州の3州が境界を接している場所として知られている。